# Chikkahalli, Challakere
Chikkahalli là một làng thuộc tehsil Challakere, huyện Chitradurga, bang Karnataka, Ấn Độ.